# Piantón (Parroquia)
Piantón ist eines von sechs Parroquias in der Gemeinde Vegadeo der autonomen Region Asturien in Spanien.

## Geographie
Piantón ist ein Parroquia mit 457 Einwohnern (2020) und eine Grundfläche von 19,17 km². Es liegt auf 192 msnm (Spanien). Die nächste größere Ortschaft ist Vegadeo, der 1,9 km entfernte Hauptort der gleichnamigen Gemeinde.
Durch das Parroquia fließt der Rio Suarin und der Rio Montouto, es sind Nebenflüsse des Río Eo.

## Klima
Angenehm milde Sommer mit ebenfalls milden, selten strengen Wintern. In den Hochlagen können die Winter durchaus streng werden.

## Eindrücke

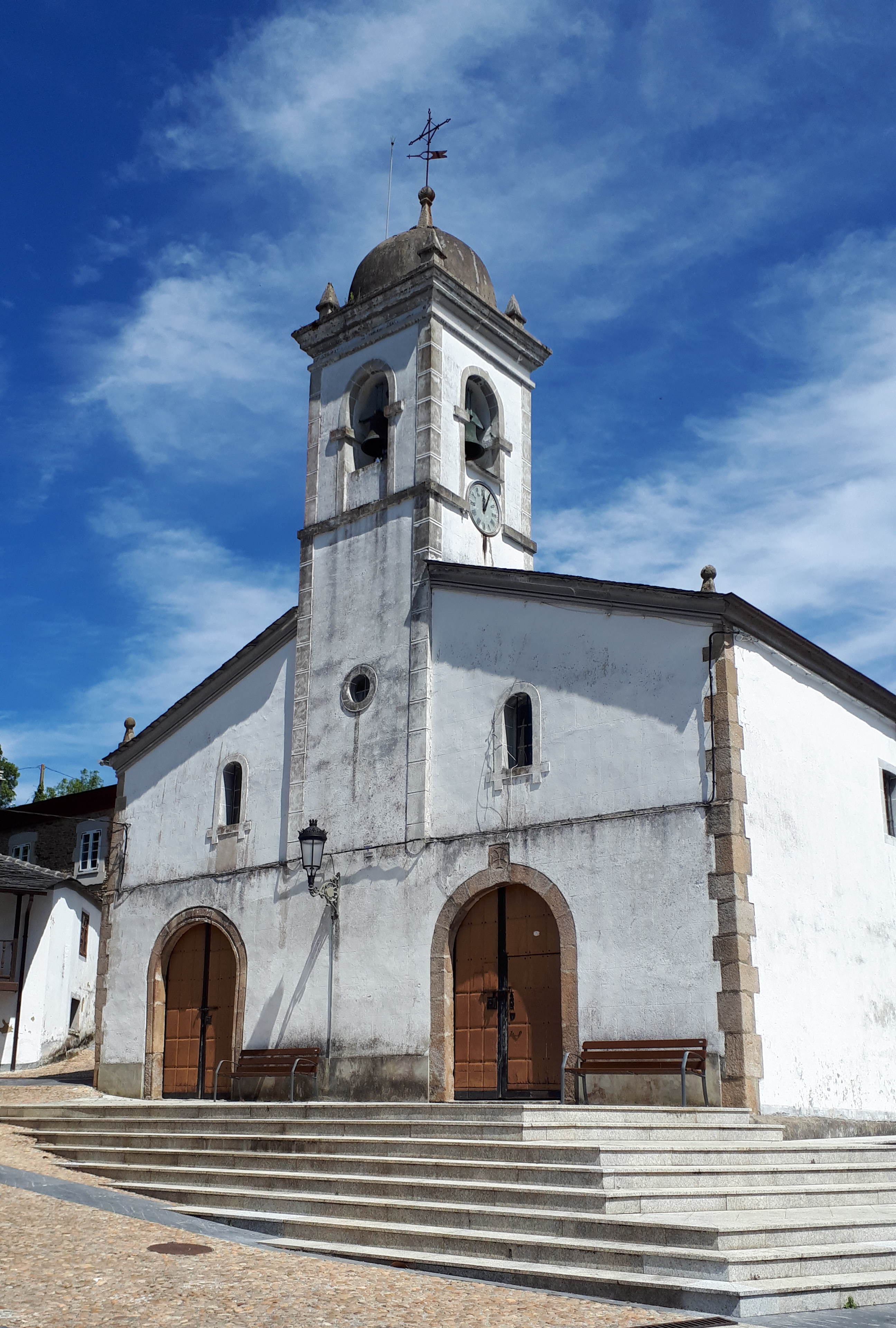
Iglesia de San Esteban
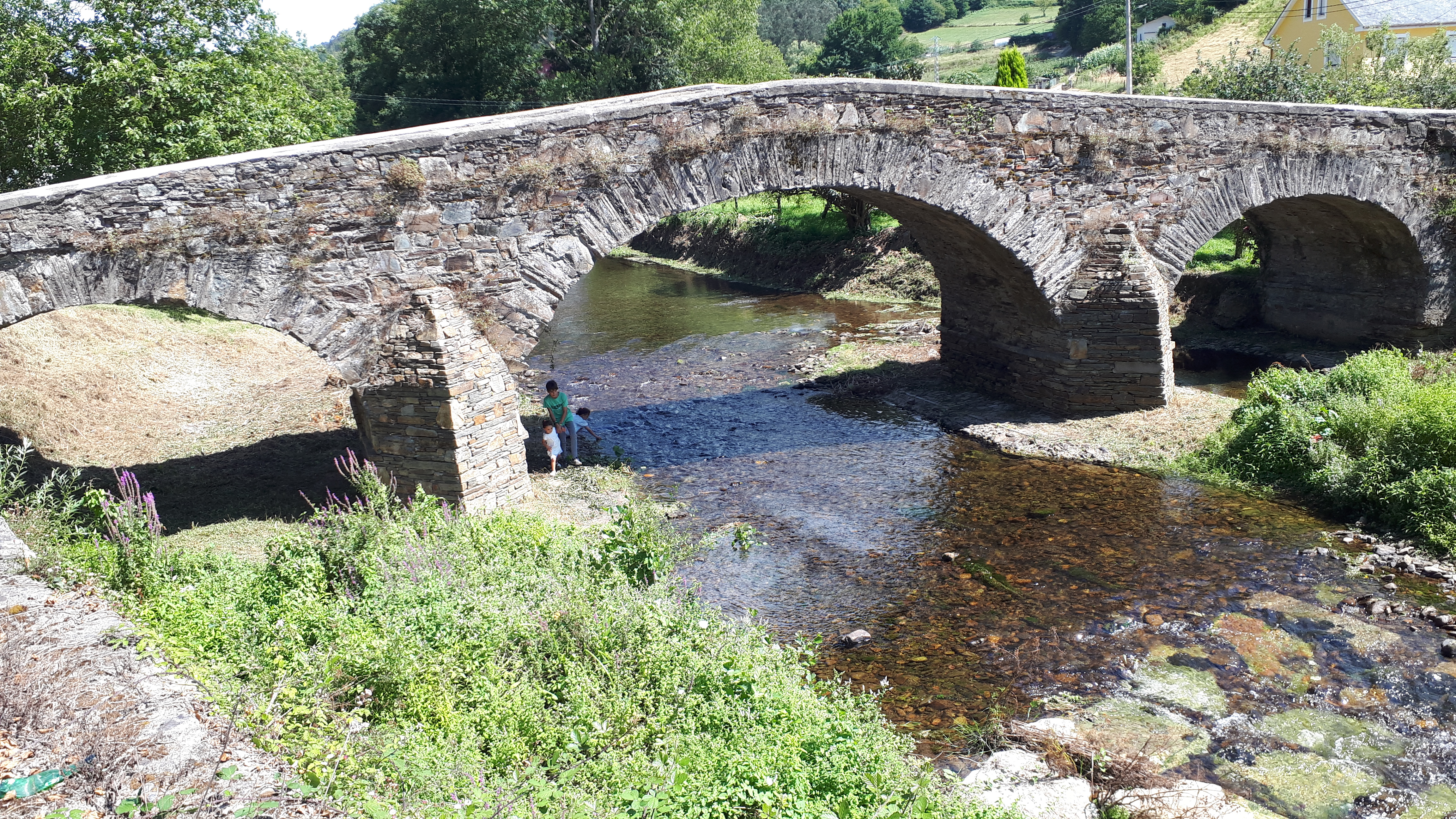
Puente medieval sobre el río Suarón

## Weiler in der Parroquia
- Montouto
- Piantón
- Vega de Villar
- Villameitide